# Steve Huison
Steve Huison (Leeds, 2 dicembre 1962) è un attore britannico.

## Biografia
Steve Huison è nato a Leeds e ha studiato recitazione al Rose Bruford College di Londra. Attivo soprattutto in campo televisivo, ha recitato in serie delevisive quali Valle di luna, Casualty e Coronation Street, in cui ha recitato nel ruolo di Eddie Windass per quasi 190 episodi. Huison è noto soprattutto per il ruolo di Lomper nel film del 1997 Full Monty, che ha poi interpretato nuovamente ventisei anni dopo in Full Monty - La serie.

## Filmografia parziale

### Cinema
- Full Monty - Squattrinati organizzati (The Full Monty), regia di Peter Cattaneo (1997)
- Los Angeles senza meta (L.A. Without a Map), regia di Mika Kaurismäki (1998)
- Paul, Mick e gli altri (The Navigators), regia di Ken Loach (2001)
- Peterloo, regia di Mike Leigh (2018)

### Televisione
- Heartbeat - serie TV, 2 episodi (1994-2007)
- Valle di luna (Emmerdale) - serie TV, 15 episodi (1994-1997)
- Coronation Street - serie TV, 192 episodi (1997-2011)
- The Drew Carey Show - serie TV, episodio 3x8 (1997)
- Casualty - serie TV, 3 episodi (2000-2006)
- Peak Practice - serie TV, episodio 10x11 (2001)
- Born and Bred - serie TV, episodio 1x3 (2002)
- Wire in the Blood - serie TV, episodio 1x3 (2002)
- Doctors - serie TV, 3 episodi (2014-2017)
- Full Monty - La serie (The Full Monty) - serie TV, 8 episodi (2023)

## Doppiatori italiani
- Roberto Certomà in Full Monty, Full Monty - La serie